# وليام جيم ريدفيلد
وليام جيم ريدفيلد (بالإنجليزية: William C. Redfield) (و. 1858 – 1932 م) هو سياسي من الولايات المتحدة الأمريكية ولد في ألباني، نيويورك.
وهو عضو في الحزب الديمقراطي الأمريكي .

## روابط خارجية
- وليام جيم ريدفيلد على موقع IMDb (الإنجليزية)
- وليام جيم ريدفيلد على موقع إن إن دي بي (الإنجليزية)